# Hamza Bousseder
Hamza Bousseder (en arabe : حمزة بوصدر), né le 17 février 1991 à Beni Messous, est un footballeur algérien qui joue au poste de gardien de but.

## Biographie
Il évolue en première division algérienne avec les clubs du RC Relizane et de l'US Biskra. Il dispute 72 matchs en Ligue 1.